# 구미 도리사 극락전
구미 도리사 극락전(龜尾 桃李寺 極樂殿)은 대한민국 경상북도 구미시 해평면, 도리사에 있는 조선시대의 건축물이다. 1996년 11월 20일 경상북도의 문화재자료 제318호로 지정되었다가, 2013년 4월 8일 경상북도의 유형문화재 제466호로 지정되었다.

## 개요
극락전은 도리사의 부속 암자인 금당암의 법당으로 19세기 초에 세운 것으로 추정한다. 신라 눌지왕 24년에 고구려의 고승 아도화상이 신라에 불교를 처음 전하며 창건한 가람이라고 불리는 천년고찰 구미 도리사. 고려 때까지 사찰의 면모를 유지해 온 도리사는 그러나 임진왜란 이후 사격이 기울다가 화마로 대웅전과 전각이 소실됐다. 이후 조선 영조 5년(1729) 인근 금당암으로 사찰을 옮겨 중창한 뒤 순조 23년(1823)에 조사전을 중건하고, 고종 12년(1875)에 극락전을 중수했다.
앞면 3칸·옆면 3칸 규모이며, 지붕은 옆면에서 볼 때 여덟 팔(八)자 모양인 팔작지붕이다. 지붕 처마를 받치기 위해 장식하여 만든 공포는 기둥 위와 기둥 사이에도 있는 다포 양식으로 꾸몄다. 내부에는 나무로 만든 아미타여래좌상을 모시고 있으며, 벽면에는 벽화를 그려 놓았다.

## 같이 보기
- 도리사

## 참고 자료
- 구미 도리사 극락전 - 국가유산청 국가유산포털